# Californium(III)-chlorid
Californium(III)-chlorid ist ein Chlorid des künstlichen Elements und Actinoids Californium mit der Summenformel CfCl3. In diesem Salz tritt Californium in der Oxidationsstufe +3 auf.

## Eigenschaften
Californium(III)-chlorid ist ein grüner Feststoff und bildet zwei kristalline Modifikationen:
- Die hexagonale Form (UCl3-Typ) mit: a = 737,9 ± 0,1 pm und c = 409,0 ± 0,5 pm. Als Koordinationspolyeder ergibt sich damit ein dreifach überkapptes, trigonales Prisma mit zwei Formeleinheiten pro Elementarzelle, wobei das Cf-Atom 9-fach koordiniert ist, mit sechs Cl-Atomen im Abstand von 281,5 ± 0,3 pm und drei Cl-Atomen von 292,4 ± 0,4 pm.

- Die orthorhombische Form (PuBr3-Typ) mit: a = 386,9 ± 0,2 pm, b = 1174,8 ± 0,7 pm und c = 856,1 ± 0,4 pm. Die Koordinationszahl ist 8 mit zwei Cf–Cl-Abständen von 269,0 ± 0,7 pm, vier mit 280,6 ± 0,4 pm und zwei mit 294,0 ± 0,6 pm. Hieraus wurde ein Ionenradius von 93,2 ± 0,3 pm für das 6-fach koordinierte Cf3+-Ion abgeleitet.